# Familienleistungsausgleich
Unter Familienleistungsausgleich versteht man die Familie betreffende Leistungen, die den Mehraufwand ausgleichen sollen, der Familien für Unterhalt und Ausbildung der Kinder entsteht. Dies können sowohl steuerliche Entlastungen (zentrale Vorschrift ist § 31 EStG) als auch Transferleistungen sein. Der seit 1996 so genannte Familienleistungsausgleich wurde in der Vergangenheit auch als Familienlastenausgleich bezeichnet.
Im 7. Familienbericht der Bundesregierung (2006) wird allerdings zwischen  Familienlastenausgleich und Familienleistungsausgleich unterschieden: „Familienpolitische Leistungen, die aus dem Kriterium der Bedarfsgerechtigkeit und der Lebensstandardsicherung abgeleitet sind, zielen darauf ab, bestimmte Belastungen der Eltern zu kompensieren, die durch die Geburt und Erziehung der Kinder entstehen. Diese Instrumente lassen sich unter dem Oberbegriff des Familienlastenausgleichs zusammenfassen. Daneben ist es eine weitere Aufgabe der staatlichen Familienpolitik, jene Leistungen der Erziehung, Versorgung und Bildung der Kinder zu kompensieren, die die Familien für die Gesellschaft erbringen, die aber nicht über den Markt abgegolten werden. Diese Leistungen fasst man als Familienleistungsausgleich zusammen.“

## Die einzelnen Bestandteile des Familienleistungsausgleichs
- Als Kern des Familienleistungsausgleichs können das Kindergeld und der Kinderfreibetrag bezeichnet werden. Diese wurden in den vergangenen 50 Jahren in verschiedener Form immer gewährt, wobei der Kinderfreibetrag der steuerlichen Freistellung des Existenzminimums dient und das darüber hinausgehende Kindergeld als Transferleistung gezahlt wird. Die Kombination der beiden Regelungen wurde von verschiedenen Regierungen immer wieder geändert.
- Ferner gibt es den Freibetrag für Betreuungs-, Erziehungs- und Ausbildungsaufwand. Dieser wurde mit dem zweiten Gesetz zur Familienförderung vom 16. August 2001 (BStBl I 2001) als einheitlicher Freibetrag eingeführt. Der typisierte Freibetrag geht davon aus, dass bei kleineren Kindern üblicherweise der Betreuungsaufwand überwiegt, der dann mit zunehmendem Alter durch den Erziehungsaufwand und schließlich durch den Ausbildungsaufwand abgelöst wird. Daher verringert der Aufwand das zu versteuernde Einkommen der Eltern ohne Nachweispflicht.

- Zudem gibt es einen Entlastungsbetrag für Alleinerziehende.
- Schließlich können zwei Drittel der Ausgaben zur Kinderbetreuung unter bestimmten Voraussetzungen als Sonderausgaben abgezogen werden, höchstens jedoch € 4.000.
- Hinzu kommt seit dem 1. Januar 2007 das Elterngeld, welches das Erziehungsgeld ersetzt.